# شترنا
شترنا (به لاتین: Shterna) یک منطقهٔ مسکونی در بلغارستان است که در شهرستان ژبل واقع شده‌است.